# Paolo de Gratiis
Paolo de Gratiis (... – Stagno, 1652) è stato un vescovo cattolico italiano.
Il 9 luglio 1635 fu nominato vescovo di Stagno da papa Urbano VIII. Resse la diocesi fino alla sua morte.